# Marc Michel (acteur)
Pour les articles homonymes, voir Marc Michel et Michel.
Marc Michel, nom de scène de Max Ernest Marie Michaux, est un acteur franco-suisse, né le 10 février 1929 à Basse-Terre en Guadeloupe et mort le 3 novembre 2016 à Dreux en Eure-et-Loir.

## Biographie
Élevé en Guadeloupe, il fréquente le cinéma dans sa prime enfance où sa mère l'emmène voir des films à Basse-Terre. C'est plus tard qu'il revient en métropole.
Marc Michel a appris le métier d'acteur au Cours Simon. Il est notamment connu pour avoir joué le personnage récurrent de Roland Cassard dans les films de Jacques Demy, notamment Lola (1961) et Les Parapluies de Cherbourg (1964).
Il meurt le 3 novembre 2016 à Dreux à l'âge de 87 ans, des suites d'une longue maladie. Il est incinéré le 10 novembre au crématorium de Vernouillet.

## Théâtre
- 1961 : La vie est un songe de Pedro Calderón de la Barca, mise en scène André Charpak, festival de Montpellier
- 1964 : Les Ailes de la colombe de Christopher Taylor, mise en scène Michel Fagadau
- 1965 : Bérénice de Jean Racine, mise en scène Roger Planchon
- 1985 : La Collection d'Harold Pinter, mise en scène Jean-Pierre Miquel
- 1988 : L'Ange de l'information d'Alberto Moravia, mise en scène Jacques Baillon

## Filmographie

### Cinéma
- 1955 : Sophie et le Crime de Pierre Gaspard-Huit
- 1955 : Les Premiers Outrages de Jean Gourguet : le jeune marié
- 1960 : Le Trou de Jacques Becker : Claude Gaspard
- 1961 : Lola de Jacques Demy : Roland Cassard
- 1963 : Désormais de Denis Epstein (court métrage)
- 1963 : Blague dans le coin de Maurice Labro
- 1964 : La ragazza (La ragazza di Bube) de Luigi Comencini : Stefano
- 1964 : El señor de La Salle : Andrés
- 1964 : Les Parapluies de Cherbourg de Jacques Demy : Roland Cassard
- 1965 : Su e giù, segment Il colpo del leone : Baldovino Uberti
- 1965 : Samba : Paulo
- 1965 : Une fille qui mène une vie de garçon (La bugiarda) : Arturo Santini
- 1967 : Cinq Gars pour Singapour de Bernard Toublanc-Michel : Captain Kevin Gray
- 1968 : Capitaine Singrid de Jean Leduc : Vignal
- 1969 : Les Chemins de Katmandou d'André Cayatte : Marss
- 1970 : Le Cœur fou de Jean-Gabriel Albicocco : l'acteur
- 1973 : Il n'y a pas de fumée sans feu d'André Cayatte : Jean-Paul Leroy
- 1973 : Les Divorcés (Le Haut Mal) de Louis Grospierre
- 1977 : Madame Claude de Just Jaeckin : Hugo
- 1983 : Un dimanche de flic de Michel Vianey : Charlie
- 1998 : Sucre amer de Christian Lara : Nolivos
- 2001 : Papa je crack
- 2003 : Après tout de César Campoy (court métrage) : un client du salon
- 2004 : 1802, l'épopée guadeloupéenne

### Télévision

#### Téléfilms
- 1962 : Rue du Havre de Jean-Jacques Vierne
- 1970 : Le Cyborg ou Le Voyage vertical : Jean
- 1971 : Yvette : Jean de Servigny
- 1972 : La Tête à l'envers : le docteur Cahors
- 1979 : Le Dernier Train de Jacques Krier
- 1979 : Bernard Quesnay : Antoine Quesnay
- 1982 : La Tendresse de Bernard Queysanne : Bruno
- 1984 : Les Malheurs de Malou : Martin Dupré
- 1984 : Hélas, Alice est lasse de Bernard Queysanne  : Roger
- 1985 : Vive la mariée : Philippe
- 1988 : Carmilla : Le Cœur pétrifié : le baron
- 1988 : Paysage d'un cerveau : Juvet
- 1992 : La Femme abandonnée : Arthur
- 1994 : Une qui promet : Joulin
- 2006 : Jeanne Poisson, marquise de Pompadour : M. de Tournehem

#### Séries télévisées
- 1968 : Les Atomistes de Léonard Keigel
- 1974 : La Folie des bêtes de Fernand Marzelle
- 1977 : Au plaisir de Dieu de Robert Mazoyer : Pierre
- 1985 : Julien Fontanes, magistrat : Lagneau
- 1991 : Les Cinq Dernières Minutes : Benito Morales
- 1997 : Maître Da Costa : le président de la Cour
- 2004 : La Crim' : le procureur